# Văn hóa

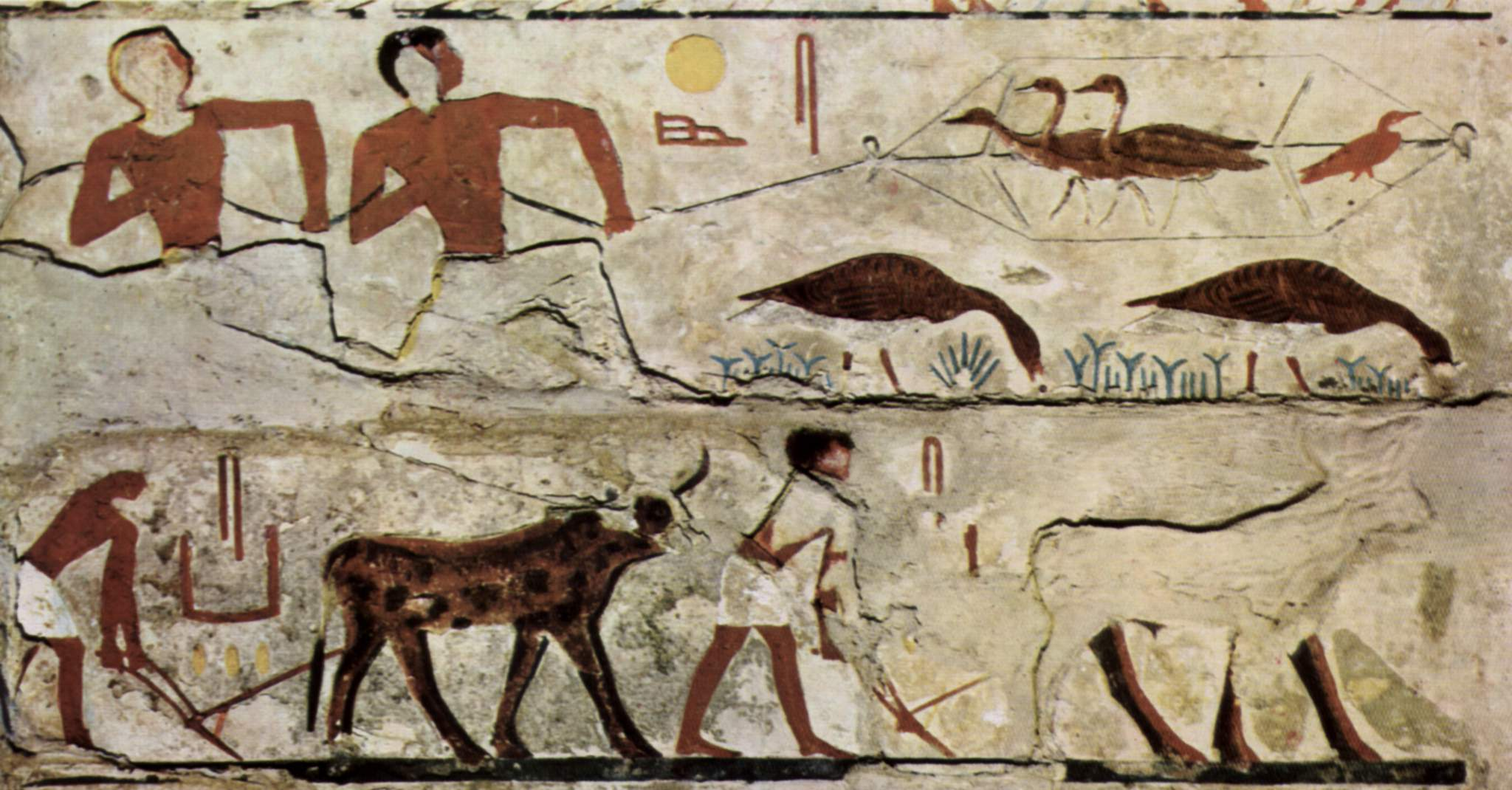
Tranh tường Ai Cập cổ đại về việc cày cấy và bắt chim, khoảng 2700 năm trước Công nguyên, hiện lưu giữ ở bảo tàng Ai Cập, Cairo, Ai Cập.

Văn hóa (chữ Hán: 文化, Tiếng Latinh: cultura)  là khái niệm xã hội học mang nội hàm rộng với rất nhiều cách hiểu khác nhau, liên quan đến mọi mặt đời sống vật chất và tinh thần của con người.
Văn hoá là những giá trị vật chất và tinh thần còn lại sau thời gian, được cộng đồng xã hội tự nguyện lưu truyền từ đời này sang đời khác thông qua các chuỗi sự kiện trong đời sống hàng ngày.
Trong cuộc sống hằng ngày, văn hóa thường được hiểu là văn học, nghệ thuật như thơ ca, mỹ thuật, sân khấu, điện ảnh... Các "trung tâm văn hóa" có ở khắp nơi chính là cách hiểu này. Một cách hiểu thông thường khác: văn hóa là cách sống bao gồm phong cách ẩm thực, trang phục, cư xử và cả đức tin, tri thức được tiếp nhận... Vì thế chúng ta nói một người nào đó là văn hóa cao, có văn hóa hoặc văn hóa thấp, vô văn hóa. Trong nhân loại học và xã hội học, khái niệm văn hóa được đề cập đến theo một nghĩa rộng nhất. Văn hóa bao gồm tất cả mọi thứ vốn là một bộ phận trong đời sống con người . Văn hóa không chỉ là những gì liên quan đến tinh thần mà bao gồm cả vật chất.
Văn hóa liên kết với sự tiến hóa sinh học của loài người và nó là sản phẩm của người thông minh (Homo sapiens). Trong quá trình phát triển, tác động sinh học hay bản năng dần dần giảm bớt khi loài người đạt được trí thông minh để định dạng môi trường tự nhiên cho chính mình. Đến lúc này, bản tính con người không không còn mang tính bản năng mà là văn hóa. Khả năng sáng tạo của con người trong việc định hình thế giới hơn hẳn bất kỳ loài động vật nào khác và chỉ có con người dựa vào văn hóa hơn là bản năng để đảm bảo cho sự sống còn của chủng loài mình. Con người có khả năng hình thành văn hóa và với tư cách là thành viên của một xã hội, con người tiếp thu văn hóa, bảo tồn nó đồng thời truyền đạt nó từ thế hệ này sang thế hệ khác. Việc cùng có chung một văn hóa giúp xác định nhóm người hay xã hội mà các cá thể là thành viên.

## Khái niệm

### Văn hóa
Văn hóa là bao gồm tất cả những sản phẩm của con người, và như vậy, văn hóa bao gồm cả hai khía cạnh: khía cạnh phi vật chất của xã hội như ngôn ngữ, tư tưởng, giá trị và các khía cạnh vật chất như nhà cửa, quần áo, các phương tiện, v.v. Cả hai khía cạnh cần thiết để làm ra sản phẩm và đó là một phần của văn hóa.
Có nhiều định nghĩa khác nhau về văn hóa, mỗi định nghĩa phản ánh một cách nhìn nhận và đánh giá khác nhau. Ngay từ năm 1952, hai nhà nhân loại học Mỹ là Alfred Kroeber và Clyde Kluckhohn đã từng thống kê có tới 164 định nghĩa khác nhau về văn hóa trong các công trình nổi tiếng thế giới . Văn hóa được đề cập đến trong nhiều lĩnh vực nghiên cứu như dân tộc học, nhân loại học (theo cách gọi của Mỹ hoặc dân tộc học hiện đại theo cách gọi của châu Âu) , dân gian học, địa văn hóa học, văn hóa học, xã hội học,... và trong mỗi lĩnh vực nghiên cứu đó định nghĩa về văn hóa cũng khác nhau. Các định nghĩa về văn hóa nhiều và cách tiếp cận khác nhau đến nỗi ngay cả cách phân loại các định nghĩa về văn hóa cũng có nhiều. Một trong những cách đó phân loại các định nghĩa về văn hóa thành những dạng chủ yếu sau đây :
- Về mặt thuật ngữ khoa học: Văn hóa được bắt nguồn từ chữ La tinh "Cultus" mà nghĩa gốc là gieo trồng, được dùng theo nghĩa Cultus Agri là "gieo trồng ruộng đất" và Cultus Animi là "gieo trồng tinh thần" tức là "sự giáo dục bồi dưỡng tâm hồn con người". Theo nhà triết học Anh Thomas Hobbes (1588–1679): "Lao động dành cho đất gọi là sự gieo trồng và sự dạy dỗ trẻ em gọi là gieo trồng tinh thần".
- Các định nghĩa miêu tả: định nghĩa văn hóa theo những gì mà văn hóa bao hàm, chẳng hạn nhà nhân loại học người Anh Edward Burnett Tylor (1832–1917) đã định nghĩa văn hóa như sau: văn hóa hay văn minh hiểu theo nghĩa rộng trong dân tộc học là một tổng thể phức hợp gồm kiến thức, đức tin, nghệ thuật, đạo đức, luật pháp, phong tục, và bất cứ những khả năng, tập quán nào mà con người thu nhận được với tư cách là một thành viên của xã hội [6].
- Các định nghĩa lịch sử: nhấn mạnh các quá trình kế thừa xã hội, truyền thống dựa trên quan điểm về tính ổn định của văn hóa. Một trong những định nghĩa đó là của Edward Sapir (1884–1939), nhà nhân loại học, ngôn ngữ học người Mỹ: văn hóa chính là bản thân con người, cho dù là những người hoang dã nhất sống trong một xã hội tiêu biểu cho một hệ thống phức hợp của tập quán, cách ứng xử và quan điểm được bảo tồn theo truyền thống [7].
- Các định nghĩa chuẩn mực: nhấn mạnh đến các quan niệm về giá trị, chẳng hạn William Isaac Thomas (1863–1947), nhà xã hội học người Mỹ coi văn hóa là các giá trị vật chất và xã hội của bất kỳ nhóm người nào (các thiết chế, tập tục, phản ứng cư xử,...) [8].
- Các định nghĩa tâm lý học: nhấn mạnh vào quá trình thích nghi với môi trường, quá trình học hỏi, hình thành thói quen, lối ứng xử của con người. Một trong những cách định nghĩa như vậy của William Graham Sumner (1840–1910), viện sĩ Mỹ, giáo sư Đại học Yale và Albert Galloway Keller, học trò và cộng sự của ông là: Tổng thể những thích nghi của con người với các điều kiện sinh sống của họ chính là văn hóa, hay văn minh... Những sự thích nghi này được bảo đảm bằng con đường kết hợp những thủ thuật như biến đổi, chọn lọc và truyền đạt bằng kế thừa. [9]
- Các định nghĩa cấu trúc: chú trọng khía cạnh tổ chức cấu trúc của văn hóa, ví dụ Ralph Linton (1893–1953), nhà nhân loại học người Mỹ định nghĩa: a. Văn hóa suy cho cùng là các phản ứng lặp lại ít nhiều có tổ chức của các thành viên xã hội; b. Văn hóa là sự kết hợp giữa lối ứng xử mà các thành tố của nó được các thành viên của xã hội đó tán thành và truyền lại nhờ kế thừa. [10]
- Các định nghĩa nguồn gốc: định nghĩa văn hóa từ góc độ nguồn gốc của nó, ví dụ định nghĩa của Pitirim Alexandrovich Sorokin (1889–1968), nhà xã hội học người Mỹ gốc Nga, người sáng lập khoa Xã hội học của Đại học Harvard: Với nghĩa rộng nhất, văn hóa chỉ tổng thể những gì được tạo ra, hay được cải biến bởi hoạt động có ý thức hay vô thức của hai hay nhiều cá nhân tương tác với nhau và tác động đến lối ứng xử của nhau. [10]
- Năm 2002, UNESCO đã đưa ra định nghĩa về văn hóa như sau: Văn hóa nên được đề cập đến như là một tập hợp của những đặc trưng về tâm hồn, vật chất, tri thức và xúc cảm của một xã hội hay một nhóm người trong xã hội và nó chứa đựng, ngoài văn học và nghệ thuật, cả cách sống, phương thức chung sống, hệ thống giá trị, truyền thống và đức tin. [11]

Tóm lại, văn hóa là sản phẩm của loài người, văn hóa được tạo ra và phát triển trong quan hệ qua lại giữa con người và xã hội. Song, chính văn hóa lại tham gia vào việc tạo nên con người, và duy trì sự bền vững và trật tự xã hội. Văn hóa được truyền từ thế hệ này sang thế hệ khác thông qua quá trình xã hội hóa. Văn hóa được tái tạo và phát triển trong quá trình hành động và tương tác xã hội của con người. Văn hóa là trình độ phát triển của con người và của xã hội được biểu hiện trong các kiểu và hình thức tổ chức đời sống và hành động của con người cũng như trong giá trị vật chất và tinh thần mà do con người tạo ra. ::::
Khái niệm về văn hóa: Từ văn hóa có rất nhiều nghĩa. Trong tiếng Việt, văn hóa được dùng theo nghĩa thông dụng để chỉ học thức, lối sống. Theo nghĩa chuyên biệt để chỉ trình độ phát triển của một giai đoạn. Trong khi theo nghĩa rộng, thì văn hóa bao gồm tất cả, từ những sản phẩm tinh vi, hiện đại, cho đến tín ngưỡng, phong tục, lối sống...
Theo Đại từ điển tiếng Việt của Trung tâm Ngôn ngữ và Văn hóa Việt Nam - Bộ Giáo dục và đào tạo, do Nguyễn Như Ý chủ biên, Nhà xuất bản Văn hóa – Thông tin, xuất bản năm 1998, thì: "Văn hóa là những giá trị vật chất, tinh thần do con người sáng tạo ra trong lịch sử".
Trong Từ điển tiếng Việt của Viện Ngôn ngữ học, do Nhà xuất bản Đà Nẵng và Trung tâm Từ điển học xuất bản năm 2004 thì đưa ra một loạt quan niệm về văn hóa:
- Văn hóa là tổng thể nói chung những giá trị vật chất và tinh thần do con người sáng tạo ra trong quá trình lịch sử;
- Văn hóa là một hệ thống hữu cơ các giá trị vật chất và tinh thần do con người sáng tạo và tích lũy qua quá trình hoạt động thực tiễn, trong sự tương tác giữa con người với môi trường tự nhiên xã hội;
- Văn hóa là những hoạt động của con người nhằm thỏa mãn nhu cầu đời sống tinh thần (nói tổng quát);
- Văn hóa là tri thức, kiến thức khoa học (nói khái quát);
- Văn hóa là trình độ cao trong sinh hoạt xã hội, biểu hiện của văn minh;
- Văn hóa còn là cụm từ để chỉ một nền văn hóa của một thời kỳ lịch sử cổ xưa, được xác định trên cơ sở một tổng thể những di vật có những đặc điểm giống nhau, ví dụ Văn hóa Hòa Bình, Văn hóa Đông Sơn.

Trong cuốn Xã hội học Văn hóa của Đoàn Văn Chúc, Viện Văn hóa và Nhà xuất bản Văn hóa - Thông tin, xuất bản năm 1997, tác giả cho rằng: Văn hóa – vô sở bất tại: Văn hóa - không nơi nào không có! Điều này cho thấy tất cả những sáng tạo của con người trên nền của thế giới tự nhiên là văn hóa; nơi nào có con người nơi đó có văn hóa.
Trong cuốn Tìm về bản sắc văn hóa Việt Nam, PGS.TSKH Trần Ngọc Thêm cho rằng: Văn hóa là một hệ thống hữu cơ các giá trị vật chất và tinh thần do con người sáng tạo và tích lũy qua quá trình hoạt động thực tiễn, trong sự tương tác giữa con người với môi trường tự nhiên và xã hội của mình.
Theo tổ chức giáo dục và khoa học của Liên Hợp Quốc UNESCO: Văn hóa bao gồm tất cả những gì làm cho dân tộc này khác với dân tộc kia.
Như vậy, có thể thấy rằng: Văn hóa là tất cả những giá trị vật thể do con người sáng tạo ra trên nền của thế giới tự nhiên.

### Tiểu văn hóa
Tiểu văn hóa là văn hóa của các cộng đồng xã hội mà có những sắc thái khác với nền văn hóa chung của toàn xã hội. Người ta thường hay nhắc đến tiểu văn hóa của thanh niên, của một dân tộc ít người nào đó hay tiểu văn hóa của một cộng đồng người dân sinh sống lâu đời ở một nước, v.v. Thực chất, tiểu văn hóa vẫn là một bộ phận của nền văn hóa chung; nó chỉ có những nét khác biệt khá rõ so với nền văn hóa chung, song không đối lập với nền văn hóa chung đó.
Mỗi xã hội đều có những dân tộc và cộng đồng khác nhau, và mỗi cộng đồng nhỏ ấy đều có những mô hình ứng xử riêng, mang đặc trưng của cộng đồng ấy. Những biểu hiện ấy được gọi là "tiểu văn hóa" hay "văn hóa phụ". Các cộng đồng này thường bao gồm những cá nhân có cùng một nền tảng dân tộc hoặc chủng tộc, quốc tịch hoặc tôn giáo, đôi khi đó còn là những nhóm người trong các lĩnh vực nghề nghiệp, lứa tuổi,... Bên trong các nhóm tiểu văn hóa có thể dễ dàng tìm thấy sự đồng tình, nhưng giữa các nhóm tiểu văn hóa với toàn xã hội nói chung, vẫn thường xảy ra sự bất đồng nào đó.

### Văn hóa nhóm
Văn hóa nhóm là hệ thống các giá trị, các quan niệm, tập tục được hình thành trong nhóm. Văn hóa nhóm được hình thành từ khi các mối quan hệ trong nhóm được thiết lập và cùng với thời gian các quy chế được hình thành, các thông tin được trao đổi và các thành viên cùng trải qua các sự kiện. Tất cả các nhóm nhỏ đều có văn hóa của mình, nhưng đồng thời cũng là một phần của nền văn hóa toàn xã hội. Như vậy, văn hóa nhóm cho thấy trong nền văn hóa chung còn có thể có những nét riêng biệt của các tập đoàn, các tổ chức xã hội khác nhau. Cũng có những ý kiến cho rằng, văn hóa nhóm dùng để chỉ nền văn hóa riêng nhỏ hơn tiểu văn hóa.

### Văn minh
Ở một khía cạnh nào đó, cũng cần phân biệt văn hóa với văn minh. Đây là một vấn đề khá phức tạp và đã từng tồn tại rất nhiều quan niệm khác nhau về sự phân biệt này. Một số nhà xã hội học thì cho rằng, sự gần nhau hay khác nhau giữa văn hóa và văn minh là nằm ở nội dung mà đưa ra hai khái niệm văn hóa và văn minh.
Văn hóa được coi là biểu hiện tinh thần sâu xa của cộng đồng, còn văn minh thì bắt nguồn từ khoa học và thể hiện trước hết ở sự tiến bộ của kỹ thuật, của máy móc, sản xuất. Hoặc có quan điểm khác cho rằng, thực chất, thuật ngữ văn minh là để chỉ toàn bộ những nền văn hóa riêng biệt có nguồn gốc chung hay quan hệ chung, như văn minh phương Tây bao gồm văn hóa Pháp, Anh, Đức,...
Một cách nhìn nhận khác, thì coi văn hóa là những khía cạnh trừu tượng hóa của một xã hội riêng biệt. Còn văn minh được chia thành những bậc cao thấp khác nhau. Văn minh bậc cao được coi là một tổng thể văn hóa bao gồm những nét đặc trưng văn hóa quan trọng nhất thấy được trong nhiều xã hội riêng biệt; văn minh phương Tây trong đó có nhiều xã hội có chung một hình thức đặc thù về khoa học, kỹ thuật, nghệ thuật,... Văn minh bậc thấp được cấu thành bởi một dân tộc thuần nhất đặc trưng cho những xã hội giai cấp xuất hiện sớm nhất trong lịch sử (văn minh Ai Cập, Trung Hoa,...).

### Cộng tính văn hóa
Cộng tính văn hóa là khái niệm mô tả khả năng sẵn sàng chấp nhận các hệ giá trị của văn hóa khác của một cộng đồng (hoặc cá nhân) thuộc một văn hóa xác định vào hệ giá trị, bất chấp việc các giá trị mới có thể đối nghịch với hệ giá trị đang tồn tại . Tại Việt Nam, hiện tượng cộng tính văn hóa được thể hiện rõ nét qua sự tồn tại và ảnh hưởng lẫn nhau của tam giáo (hay truyền thống, trường phái tôn giáo và triết học của Nho giáo, Phật giáo, và Đạo giáo). Cho nên hiện tượng cộng tính văn hóa được xem là một đặc tính tiêu biểu của tôn giáo và triết lý tại Việt Nam.
Khái niệm cộng tính văn hóa được xây dựng dựa trên cơ chế mindsponge. Dựa trên cơ chế nạp xả giá trị văn hóa mindsponge, ta có thể hiểu cách mà một cộng đồng (hoặc cá nhân) tiếp thu và loại bỏ các giá trị văn hóa mà họ tiếp xúc có ảnh hưởng quyết định đối với mức độ cộng tính văn hóa của cộng đồng (hoặc cá nhân) đấy . Một cộng đồng (hoặc cá nhân) có thể xem là có cộng tính văn hóa cao nếu như cộng đồng (hoặc cá nhân) đấy chấp nhận được nhiều sự tồn tại và tương tác của nhiều giá trị văn hóa khác nhau cùng lúc. Mức độ cộng tính sẽ giảm đi nếu cộng đồng (hoặc cá nhân) đấy lựa chọn loại bỏ các giá trị văn hóa mâu thuẫn với các giá trị mà họ xem là giá trị văn hóa cốt lõi .

## Cơ cấu của văn hóa

### Biểu tượng

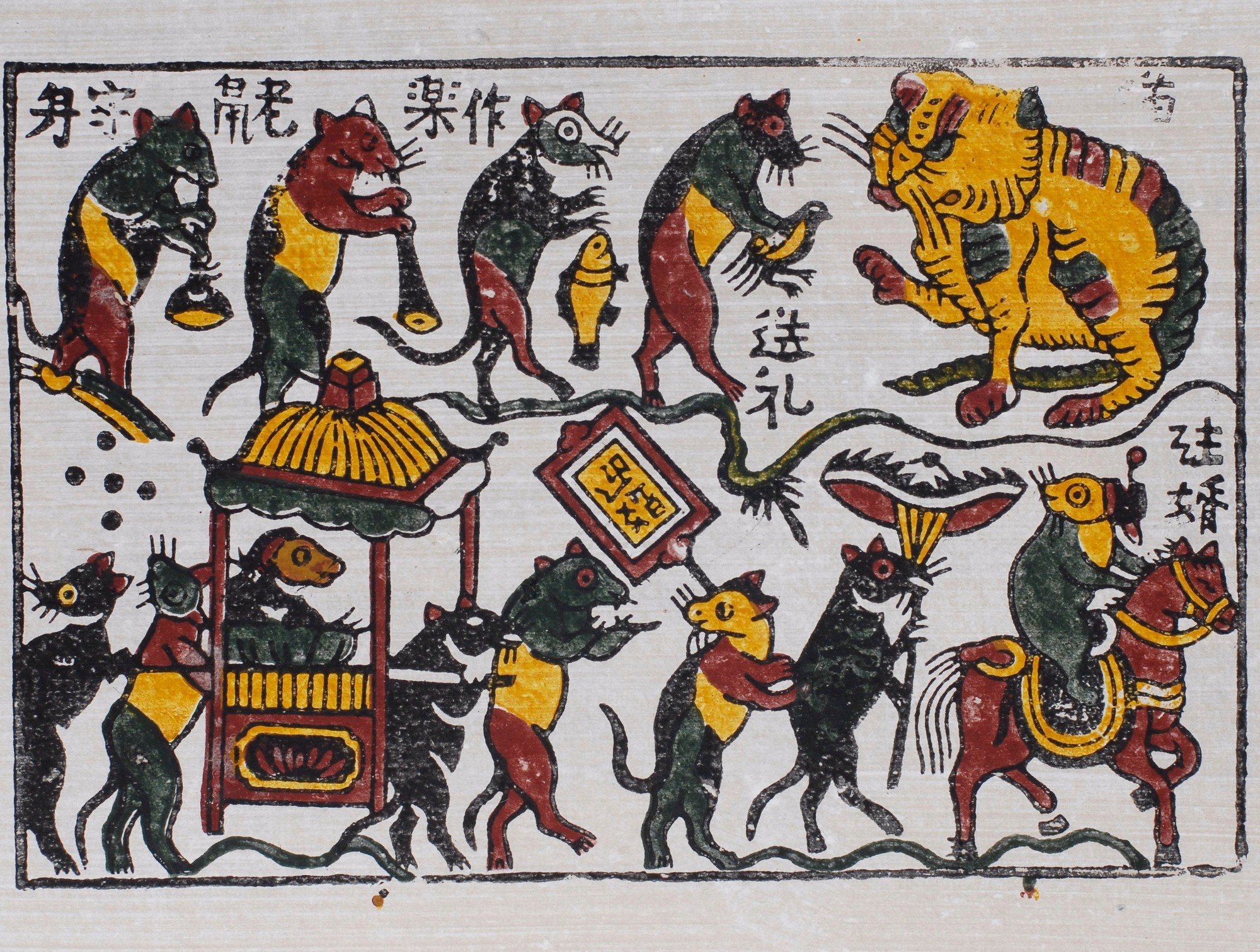
Đám cưới chuột - Tranh dân gian Đông Hồ, Việt nam

Biểu tượng là bất cứ cái gì mang một ý nghĩa cụ thể được các thành viên của một cộng đồng người nhận biết . Âm thanh, đồ vật, hình ảnh, hành động của con người và cả những ký tự của trang viết này... đều là biểu tượng văn hóa. Biểu tượng văn hóa thay đổi theo thời gian và cũng khác nhau, thậm chí trái ngược nhau trong những nền văn hóa khác nhau. Gật đầu ở Việt Nam đều được hiểu là đồng ý nhưng ở Bulgaria nó lại có nghĩa là không. Ý nghĩa tượng trưng là nền tảng của mọi nền văn hóa, nó tạo cơ sở thực tế cho những cá nhân trải nghiệm trong các tình huống xã hội và làm cuộc sống trở nên có ý nghĩa. Tuy vậy trong cuộc sống hàng ngày, các thành viên thường không nhận thức được đầy đủ tầm quan trọng của biểu tượng do chúng đã trở nên quá quen thuộc. Khi thâm nhập vào một nền văn hóa khác, với những biểu tượng văn hóa khác người ta có thể thấy sức mạnh của biểu tượng văn hóa. Nếu sự khác biệt đủ lớn, người thâm nhập có thể bị một cú sốc văn hóa. Trong mọi nền văn hóa, con người đều sắp xếp biểu tượng thành ngôn ngữ, đó là hệ thống các ký hiệu có ý nghĩa chuẩn giúp cho các thành viên trong xã hội có thể truyền đạt được với nhau . Ngôn ngữ có ngôn ngữ nói và ngôn ngữ viết, mọi nền văn hóa đều có ngôn ngữ nói nhưng không phải tất cả đều có ngôn ngữ viết. Ở những nền văn hóa có cả hai loại ngôn ngữ thì ngôn ngữ nói cũng khác với ngôn ngữ viết. Ngôn ngữ là phương tiện quan trọng nhất để chuyển giao văn hóa, làm cho văn hóa có thể được truyền từ thế hệ này sang thế hệ khác. Ngôn ngữ cũng là nền tảng cho trí tưởng tượng của con người do nó được liên kết bởi các ký hiệu một cách gần như vô hạn. Điều đó giúp cho con người có khả năng thay thế được những nhận thức thông thường về thế giới tạo tiền đề cho sự sáng tạo. Ngôn ngữ quan trọng đến mức Edward Sapir và học trò của ông là Benjamin Whorf đã đưa ra giả thuyết (gọi là Giả thuyết Sapir-Whorf) rằng con người có thể khái niệm hóa thế giới chỉ thông qua ngôn ngữ nên ngôn ngữ đi trước suy nghĩ . Ngôn ngữ ảnh hưởng đến những cảm nhận, suy nghĩ của con người về thế giới đồng thời truyền đạt cho cá nhân những chuẩn tắc, giá trị, sự chấp nhận quan trọng nhất của một nền văn hóa. Chính vì thế, việc du nhập một ngôn ngữ mới vào một xã hội trở thành vấn đề nhạy cảm tại nhiều nơi trên thế giới và là tiêu điểm của các cuộc tranh luận về vấn đề xã hội. Trong quá trình phát triển của xã hội, ngôn ngữ cũng biến đổi: nhiều từ ngữ mất đi, nhiều từ ngữ mới xuất hiện (ví dụ máy tính điện tử ra đời làm xuất hiện những từ ngữ như bộ nhớ truy cập ngẫu nhiên, byte...).

### Chân lý
Chân lý chính là tính chính xác, rõ ràng của tư duy. Có người thì cho rằng, chân lý đó là những nguyên lý được nhiều người tán thành thừa nhận. Hay theo quan điểm thực dụng gắn ý nghĩa của chân lý với tính lợi ích thực tế của nó. Hiểu đúng và sâu hơn, thì chân lý là sự phản ánh đúng đắn thế giới khách quan trong ý thức con người. Chân lý là tri thức phù hợp với hiện thực khách quan và được thực tế kiểm nghiệm. Ở khía cạnh xã hội học, chân lý là những quan niệm về cái thật và cái đúng. Chính vì lẽ đó mà xã hội, mỗi nền văn hóa có những cái thật, cái đúng khác nhau. Điều này có nghĩa có những cái mà nền văn hóa này coi là chân lý, thì có thể ở nền văn hóa khác lại bị phủ nhận.
Một cá nhân không thể xây dựng được chân lý. Chân lý chỉ có thể được hình thành thông qua nhóm người. Cá nhân qua tiếp xúc, tương tác với nhóm nhỏ, nhóm lớn hình thành nên những ý kiến cho là đúng, là thật ngày càng có tính khách quan hơn, càng gần hiện thực hơn. Như vậy văn hóa là toàn bộ các chân lý. Chân lý luôn là cụ thể vì cái khách quan hiện thực là nguồn gốc của nó. Những sự vật, những quá trình cụ thể của xã hội, con người luôn tồn tại không tách rời những điều kiện khách quan lịch sử cụ thể. Những điều kiện khách quan thay đổi thì chân lý khách quan thay đổi.
Mỗi một dân tộc đều có những hoàn cảnh lịch sử khác nhau và vì vậy trong nền văn hóa của họ có các bộ phận chân lý khác nhau. Ngay với một dân tộc ở các thời điểm lịch sử khác nhau thì cũng có các chân lý khác nhau.

### Giá trị
Giá trị (value) với tư cách là sản phẩm của văn hóa và thuật ngữ giá trị có thể quy vào những mối quan tâm, thích thú, những ưa thích, những sở thích, những bổn phận, những trách nhiệm, những ước muốn, những nhu cầu, những ác cảm, những lôi cuốn và nhiều hình thái khác nữa của định hướng lựa chọn. Khó có một xác định nào mô tả đầy đủ phạm vi và tính đa dạng của những hiện tượng giá trị được thừa nhận. Khoa học xã hội coi giá trị như những quan niệm về cái đáng mong muốn ảnh hưởng tới hành vi lựa chọn. Trong cách nhìn rộng rãi hơn thì bất cứ cái gì tốt, xấu đều là giá trị hay giá trị là điều quan tâm của chủ thể. Giá trị là cái mà ta cho là đáng có, mà ta thích, ta cho là quan trọng để hướng dẫn cho hành động của ta.
Giá trị là những gì mà qua đó thành viên của một nền văn hóa xác định điều gì là đáng mong muốn và không đáng mong muốn, tốt hay không tốt, đẹp hay xấu... Trong một xã hội, các thành viên đều xây dựng quan điểm riêng về bản thân mình và về thế giới dựa trên những giá trị văn hóa. Trong quá trình trưởng thành, con người học hỏi từ gia đình, nhà trường, tôn giáo, giao tiếp xã hội... và thông qua đó xác định nên suy nghĩ và hành động như thế nào theo những giá trị của nền văn hóa. Giá trị là sự đánh giá trên quan điểm văn hóa nên khác nhau ở từng cá nhân nhưng trong một nền văn hóa, thậm chí có những giá trị mà đại đa số các thành viên trong nhiều nền văn hóa đều thừa nhận và có xu hướng trường tồn như tự do, bình đẳng, bác ái, hạnh phúc... Giá trị cũng luôn luôn thay đổi và ngoài xung đột về giá trị giữa các cá nhân hoặc các nhóm trong xã hội, trong chính bản thân từng cá nhân cũng có xung đột về giá trị chẳng hạn như giữa thành công của cá nhân mình với tinh thần cộng đồng.

### Mục tiêu
Mục tiêu là một trong những yếu tố cơ bản của hành vi và sự hành động có ý thức của con người. Mục tiêu được coi như sự dự đoán trước kết quả của hành động. Đó là cái đích thực tế cần phải hoàn thành. Con người tổ chức mọi hành động của mình xoay quanh những cái đích thực tế đó. Mục tiêu có khả năng hợp tác những hành động khác nhau của con người vào trong một hệ thống, kích thích đến sự xây dựng phương án cho các hành động. Thực tế, tồn tại mục tiêu cá nhân và mục tiêu chung (cộng đồng, xã hội). Mục tiêu chung sinh ra bằng hai con đường: qua sự đồng ý lẫn nhau của các mục tiêu cá nhân trong nhóm, qua sự trùng nhau của một vài mục tiêu cá nhân của các thành viên trong nhóm. Mục tiêu là một bộ phận của văn hóa và phản ánh văn hóa của một dân tộc.
Mục tiêu chịu ảnh hưởng mạnh của giá trị. Giá trị thế nào thì dễ sinh ra mục tiêu như thế, không có giá trị thì cũng không có mục tiêu, giá trị gắn bó với mục tiêu. Tuy nhiên mục tiêu là khác với giá trị.

### Chuẩn mực
Chuẩn mực là tổng số những mong đợi, những yêu cầu, những quy tắc của xã hội được ghi nhận bằng lời, bằng ký hiệu hay bằng các biểu trưng, mà qua đó xã hội định hướng hành vi của các thành viên . Trên góc độ xã hội học, những chuẩn mực văn hóa quan trọng được gọi là chuẩn mực đạo đức và những chuẩn mực văn hóa ít quan trọng hơn được gọi là tập tục truyền thống. Do tầm quan trọng của nó nên các chuẩn mực đạo đức thường được luật pháp hỗ trợ để định hướng hành vi của các cá nhân (ví dụ: hành vi ăn cắp là vi phạm chuẩn mực đạo đức, ngoài việc bị xã hội phản ứng một cách mạnh mẽ, luật pháp còn quy định những hình phạt có tính chất cưỡng chế). Những tập tục truyền thống như quy tắc giao tiếp, ứng xử trong đám đông... thường thay đổi trong từng tình huống (ví dụ: người ta có thể huýt gió trong buổi biểu diễn nhạc rock nhưng không làm thế khi nghe nhạc thính phòng) và thành viên vi phạm tiêu chuẩn bị xã hội phản ứng ít mạnh mẽ hơn (ví dụ: nếu một người mặc quần áo ngủ vào siêu thị mua hàng thì những người xung quanh sẽ dị nghị nhưng gần như chắc chắn không có ai phản đối trực tiếp). Chuẩn mực văn hóa khiến cho các cá nhân có tính tuân thủ và phản ứng tích cực (phần thưởng) hay tiêu cực (hình phạt) của xã hội thúc đẩy tính tuân thủ ấy. Phản ứng tiêu cực của xã hội trước những vi phạm chuẩn mực văn hóa chính là cơ sở của hệ thống kiểm soát văn hóa hay kiểm soát xã hội mà qua đó bằng những biện pháp khác nhau, các thành viên của xã hội tán đồng sự tuân thủ những chuẩn mực văn hóa. Ngoài phản ứng của xã hội, phản ứng của chính bản thân cũng góp phần làm cho những chuẩn mực văn hóa được tuân thủ. Quá trình này chính là tiếp thu các chuẩn mực văn hóa, hay nói một cách khác, hòa nhập chuẩn mực văn hóa vào nhân cách của bản thân.

## Các loại hình văn hóa

### Văn hóa tinh thần
Văn hóa tinh thần hay còn gọi là văn hóa phi vật chất là những ý niệm, tín ngưỡng, phong tục, tập quán, giá trị, chuẩn mực,... tạo nên một hệ thống. Hệ thống đó bị chi phối bởi trình độ của các giá trị, đôi khi có thể phân biệt một giá trị bản chất. Chính giá trị này mang lại cho văn hóa sự thống nhất và khả năng tiến hóa nội tại của nó.

### Văn hóa vật chất
Ngoài các yếu tố phi vật chất như giá trị, tiêu chuẩn,... nền văn hóa còn bao gồm tất cả những sáng tạo hữu hình của con người mà trong xã hội học gọi chung là đồ tạo tác . Những con đường, tòa cao ốc, đền đài, phương tiện giao thông, máy móc thiết bị... đều là đồ tạo tác. Văn hóa vật chất và phi vật chất liên quan chặt chẽ với nhau. Khảo sát một nền văn hóa có thể thấy văn hóa vật chất phản ánh những giá trị văn hóa mà nền văn hóa đó coi là quan trọng. Ở các nước Hồi giáo, công trình kiến trúc đẹp nhất và hoành tráng nhất thường là thánh đường trong khi ở Mỹ, nó lại là trung tâm thương mại. Văn hóa vật chất còn phản ánh công nghệ hiểu theo khái niệm xã hội học là sự áp dụng kiến thức văn hóa vào sinh hoạt trong môi trường tự nhiên. Tháp Eiffel phản ánh công nghệ cao hơn tháp truyền hình Hà Nội. Ngược lại, văn hóa vật chất cũng làm thay đổi những thành phần văn hóa phi vật chất. 
 Khi nghiên cứu nền văn hóa, người ta thường chia thành ba phạm vi khác nhau
1. Phạm vi tinh thần;
2. Phạm vi kỹ thuật;
3. Phạm vi của các tác phẩm - phạm vi này có một vị trí đặc biệt dành cho nghệ thuật và các tác phẩm nghệ thuật, nhất là ngôn ngữ. Ngôn ngữ là biểu tượng của nền văn hóa, nó có mối liên hệ mật thiết với văn hóa. Đối với con người, biết một thứ ngôn ngữ không chỉ đơn giản là có thêm được một công cụ giao tiếp cần thiết trong đời sống hàng ngày, mà còn là một bước để bước vào một nền văn hóa và bắt đầu hiểu biết nền văn hóa đó.

## Văn hóa lý tưởng và văn hóa thực tế
Giá trị và tiêu chuẩn là những gì nên làm, trên thực tế ở những mẫu xã hội, hành vi của các thành viên không hoàn toàn nhất quán với những giá trị, tiêu chuẩn ấy. Những mẫu xã hội nhất quán với giá trị, tiêu chuẩn được gọi là văn hóa lý tưởng còn những mẫu xã hội trên thực tế gọi là văn hóa thực tế. Sự khác biệt giữa văn hóa lý tưởng và văn hóa thực tế tồn tại ở mọi nền văn hóa. Đại đa số người Việt Nam ở đô thị thừa nhận tầm quan trọng của bảo vệ môi trường nhưng một tỷ lệ đáng kể vẫn sẵn sàng vứt rác ra đường phố. Mặt khác, tiêu chuẩn, giá trị thay đổi theo thời gian và có sự khác nhau giữa các nhóm khác nhau trong xã hội nên những mẫu văn hóa trên thực tế cũng khác với văn hóa lý tưởng.

## Tính đa dạng văn hóa và văn hóa chung

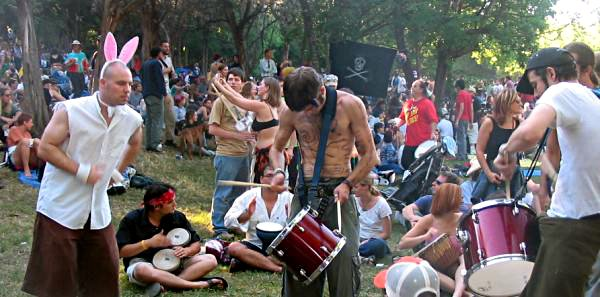
Một cảnh sinh hoạt của những người hippie ở Austin, Texas, Mỹ

Trong một nền văn hóa, sự khác biệt về độ tuổi, điều kiện sống, giai cấp xã hội,... đã làm hình thành nên những mẫu văn hóa khác với văn hóa thống trị, hay còn gọi là tiểu văn hóa. Người nông thôn có thể cho người thành phố là "giả dối" trong khi họ lại bị người thành phố coi là "người nhà quê". Những thanh niên mê nhạc Hip Hop cũng có lối sống và quan niệm khác hẳn những giáo sư đứng tuổi. Trong hầu hết những xã hội hiện đại đều tồn tại những tiểu văn hóa cấu thành dựa trên sắc tộc. Xã hội Việt Nam được cấu thành bởi các tiểu văn hóa của trên 50 sắc tộc. Tính đa dạng về văn hóa đôi khi gây ra sự mâu thuẫn. Canada là một xã hội có hai nhóm văn hóa chính, nhóm văn hóa tổ tiên người Anh và nhóm văn hóa tổ tiên người Pháp trong đó đa số nói tiếng Anh, thiểu số còn lại nói tiếng Pháp hoặc nói cả hai thứ tiếng. Thiểu số nói tiếng Pháp có một số bất lợi trong một xã hội mà văn hóa của những người nói tiếng Anh thống trị. Mặc dù chính phủ Canada chính thức công nhận hai ngôn ngữ quốc gia, nhưng mâu thuẫn giữa những người nói tiếng Anh và nói tiếng Pháp vẫn tiếp tục mà biểu hiện rõ nét là các cuộc trưng cầu dân ý về việc tách Quebec (nói tiếng Pháp) ra khỏi Canada.
Trong trường hợp một mẫu văn hóa có sự khác biệt với văn hóa thống trị ở một mức độ đáng kể thì trong xã hội học người ta gọi là văn hóa nghịch dòng hay phản văn hóa . Khi văn hóa nghịch dòng xuất hiện thì sẽ xuất hiện vấn đề xem xét lại tiêu chuẩn, đạo đức của văn hóa thống trị và do vậy xã hội có các biện pháp kiểm soát văn hóa từ đưa tin một cách tiêu cực trên các phương tiện truyền thông đến can thiệp bằng luật pháp. Nhiều trào trào lưu văn hóa nghịch dòng được xuất phát từ giới trẻ như phong trào hippie ở Mỹ những năm 1960 hoặc làn sóng đầu trọc hiện nay.
Mặc dù đa dạng nhưng những nền văn hóa có những cung cách thực hành và niềm tin phổ biến nào đó được gọi là những văn hóa chung hay tính phổ biến văn hóa. Nhà nhân loại học nổi tiếng người Mỹ George Murdock (1897–1985) đã liệt kê một danh sách những cái thuộc văn hóa chung như các bộ môn thể thao, nấu ăn, y khoa, lễ tang, những hạn chế và ràng buộc về tình dục,...

## Văn hóa và ý thức hệ chủ đạo
Văn hóa và xã hội hòa hợp với nhau và muốn duy trì sự ổn định phải có những giá trị trung tâm và những tiêu chuẩn chung đủ mạnh. Trên một góc độ khác, có thể những giá trị và tiêu chuẩn trung tâm ấy được dùng để duy trì đặc quyền, đặc lợi của một nhóm người trong xã hội. Ý thức hệ chủ đạo là một tập hợp các niềm tin và thực tiễn văn hóa giúp duy trì các lợi ích hùng mạnh về kinh tế, xã hội và chính trị. Khái niệm này được những nhà Marxist George Lukacs (người Hungary) và Antonio Gramsci (người Ý) đưa ra lần đầu tiên vào thập niên 1920. Quan điểm này trở nên phổ biến trong xã hội học vào thập niên 1950, tuy nhiên đến đầu thập niên 1970 mới giành được chỗ đứng ở Mỹ. Theo quan điểm của Karl Marx xã hội tư bản có một ý thức hệ thống trị nhằm phục vụ cho lợi ích của các tầng lớp thống trị . Các nhóm và các định chế có quyền lực nhất trong xã hội không chỉ nắm được của cải và tài sản mà còn kiểm soát được ý nghĩa của việc tạo ra các niềm tin về thực tại thông qua tôn giáo, giáo dục và các phương tiện truyền thông đại chúng.

## Sự thay đổi văn hóa
Văn hóa liên tục thay đổi và quá trình này diễn ra rất nhanh chóng do các nguyên nhân chủ yếu sau: 
- Phát minh: là quá trình tạo ra các yếu tố văn hóa mới, việc phát minh ra bóng đèn điện, máy nghe nhạc, điện thoại, máy bay, máy tính điện tử, v.v., có tác động rất lớn đến văn hóa và làm thay đổi cuộc sống của con người. Quá trình phát minh diễn ra liên tục ở các nền văn hóa và làm thay đổi văn hóa.
- Khám phá: là quá trình nhận ra và hiểu biết về một cái gì đó đang tồn tại như một hành tinh hay một loài thực vật... Khám phá có thể rất tình cờ như việc tìm ra lửa nhưng nó thường là kết quả của việc nghiên cứu khoa học.
- Phổ biến: cả văn hóa vật chất và phi vật chất đều được phổ biến (hay cách gọi khác là khuếch tán) từ nền văn hóa này sang nền văn hóa khác. Một phát minh nhanh chóng được cả thế giới ứng dụng, nhạc jazz của người da đen cũng lan tỏa sang những nền văn hóa khác, phong trào hippie từ Mỹ nhanh chóng lan truyền sang châu Âu, Canada, Úc, những cửa hàng McDonald có ở khắp nơi trên thế giới, hay những nhà truyền giáo đã đi đến tận hang cùng ngõ hẻm ở khắp nơi đưa đức tin của họ đến đó... Sự phổ biến văn hóa được hỗ trợ bởi kỹ thuật đã dẫn đến xu hướng toàn cầu hóa của văn hóa. Nhiều xã hội đang tìm cách bảo vệ mình tránh khỏi sự "xâm lăng" của quá nhiều văn hóa từ những xã hội khác và đề cao bản sắc văn hóa.

Tuy vậy, các yếu tố văn hóa không phải đều thay đổi ở cùng một mức độ, mặc dù văn hóa vật chất và phi vật chất tác động qua lại với nhau nhưng yếu tố văn hóa vật chất thường thay đổi nhanh hơn. Sự không đồng đều trong thay đổi đó gọi là độ trễ văn hóa. Công nghệ khiến cho người phụ nữ này có thể sinh con nhờ trứng của một phụ nữ khác thụ tinh trong ống nghiệm rõ ràng đặt ra vấn đề phải hiểu thế nào là tình mẫu tử, tình phụ tử nhưng công nghệ đó thay đổi nhanh hơn những giá trị như tình mẫu tử, tình phụ tử.

## Chủ nghĩa vị chủng văn hóa và thuyết tương đối văn hóa

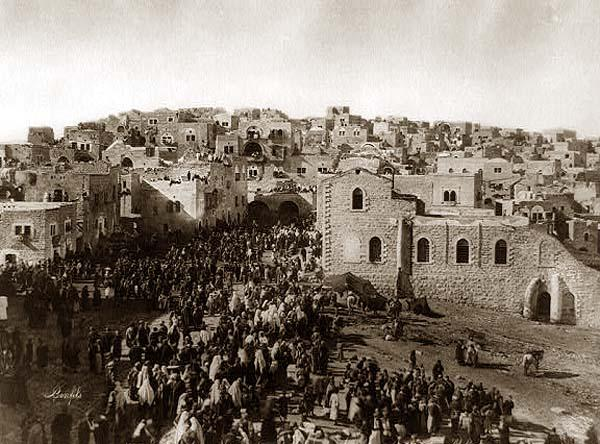
Hành hương về Bethlehem năm 1890

Trong một nền văn hóa tồn tại nhiều tiểu văn hóa và trên Trái Đất của chúng ta lại có rất nhiều nền văn hóa. Văn hóa không chỉ là cơ sở đối với nhận thức của con người về thế giới mà còn đối với vấn đề đánh giá đúng, sai; tốt, xấu... Do vậy một vấn đề đương nhiên phải đặt ra là cá nhân đánh giá và phản ứng trước những mẫu văn hóa khác biệt thậm chí rất khác biệt với mẫu văn hóa của mình như thế nào. Các nhà xã hội học phân biệt hai cách ứng xử đối với những mẫu văn hóa khác:
- Chủ nghĩa vị chủng (hay còn gọi là chủ nghĩa duy chủng tộc, chủ nghĩa duy dân tộc, tiếng Anh: ethno-centrism): là thông lệ đánh giá văn hóa khác bằng tiêu chuẩn văn hóa của chính mình [26]. Khuynh hướng vị chủng là do một cá nhân đã gắn bó mật thiết với các yếu tố văn hóa của mình. Tuy nhiên điều này tạo ra sự đánh giá bất công hoặc sai lệch một mẫu văn hóa khác bởi lẽ những gì được đánh giá có ý nghĩa khác nhau trong những nền văn hóa khác nhau. Chủ nghĩa vị chủng cũng có hai chiều, nếu một cá nhân đánh giá một nền văn hóa, một mẫu văn hóa khác theo cách tiêu cực thì ngược lại, cá nhân đó cũng có thể bị đánh giá như thế. Các nhà xã hội học, nhân chủng học thường có quan điểm phản đối thuyết vị chủng vì đó là cách phản ứng tiêu cực và bất công, sai lệch đối với những nền văn hóa, mẫu văn hóa khác nhau.
- Thuyết tương đối văn hóa (tiếng Anh: cultural relativism): là thông lệ đánh giá văn hóa khác bằng tiêu chuẩn của chính nó hay một cách nói khác là đánh giá văn hóa khác trong cảnh quan văn hóa của chính nó. Đánh giá theo cách này có thể hạn chế hoặc loại trừ được những bất công, sai lệch cũng như phản ứng tiêu cực trước văn hóa khác biệt nhưng lại là thái độ khó đạt được. Muốn đánh giá văn hóa khác bằng tiêu chuẩn của chính bản thân nó, cá nhân phải hiểu được giá trị, tiêu chuẩn của văn hóa khác cũng như không bị lệ thuộc bởi những giá trị, tiêu chuẩn của nền văn hóa của chính mình. Thuyết này cũng nhấn mạnh rằng các bối cảnh xã hội khác nhau làm nảy sinh các giá trị và tiêu chuẩn khác nhau. Tuy vậy, điều này không có nghĩa là chúng ta chấp nhận một cách không điều kiện các mẫu văn hóa khác mà đánh giá một cách không định kiến hoặc thiên vị trong bối cảnh văn hóa của chúng. Thuyết tương đối văn hóa đang được hỗ trợ bởi sự phát triển của công nghệ, truyền thông khiến cho sự phổ biến văn hóa nhanh chóng hơn cũng như nhu cầu tìm hiểu văn hóa khác tăng lên. Một trường hợp của thuyết tương đối văn hóa là chủ nghĩa duy ngoại (xeno-centrism), đó là sự tin rằng những gì (sản phẩm, kiểu cách, ý tưởng...) thuộc về nền văn hóa của bản thân mình đều ở dưới tầm so với những thứ tương tự nhưng ở nền văn hóa mà nó phát tích [27]. Ví dụ: người Mỹ tin rằng đồ điện tử của họ không tốt bằng của Nhật Bản, người Việt nam tin rằng dầu gội đầu sản xuất tại Việt nam không tốt bằng của châu Âu mặc dù cũng do chính hãng đó sản xuất...

## Mô hình lý thuyết nghiên cứu văn hóa
Có hai mô hình xã hội học chính được sử dụng để nghiên cứu văn hóa:
- Mô hình cấu trúc chức năng: dựa trên quan điểm coi văn hóa như một hệ thống hợp nhất cao và tương đối ổn định qua thời gian. Trong hệ thống này, mỗi yếu tố hay đặc điểm văn hóa được hiểu theo nghĩa sự đóng góp chức năng đối với hoạt động và duy trì văn hóa nói chung. Nhìn chung, mô hình này chú trọng tính ổn định của văn hóa và coi các giá trị là nền tảng của hệ thống văn hóa. Trong một chừng mực nào đó, thuyết cấu trúc chức năng dẫn đến chủ nghĩa duy tâm triết học, coi các quan điểm về giá trị là cơ sở thực tại của con người. Mô hình này cho rằng hệ thống văn hóa phải được sắp xếp để có thể đáp ứng nhu cầu của con người và vì thế nên phải có nhiều điểm chung dẫn đến tính phổ biến văn hóa. Đồng thời có nhiều cách đáp ứng các nhu cầu của con người nên các nền văn hóa trên thế giới trở nên đa dạng. Hạn chế của mô hình cấu trúc chức năng là khuynh hướng đề cao các mẫu văn hóa thống trị của một xã hội mà ít chú ý đến tính đa dạng văn hóa trong đó, đặc biệt là trong trường hợp khác biệt văn hóa xuất phát từ sự bất công xã hội.
- Mô hình mâu thuẫn xã hội: mô hình này xem xét văn hóa không chỉ là một hệ thống hợp nhất cao mà còn tính đến các mâu thuẫn xã hội do sự bất bình đẳng giữa các nhóm trong xã hội tạo ra. Mô hình này không coi một số giá trị văn hóa như là đương nhiên phải chấp nhận mà có phê phán tại sao những giá trị ấy đang tồn tại. Các nhà xã hội học áp dụng mô hình này, nhất là những ai chịu ảnh hưởng của Karl Marx, lập luận rằng giá trị bản thân chúng do các yếu tố văn hóa khác định hình - nhất là hệ thống sản xuất của một nền văn hóa. Theo nghĩa này, mô hình mâu thuẫn xã hội liên quan đến học thuyết chủ nghĩa duy vật triết học.[28] Mô hình duy vật này tương phản với thuyết duy tâm của mô hình cấu trúc chức năng. Mô hình mâu thuẫn xã hội có ưu điểm là cho thấy một hệ thống văn hóa không đề cập đến nhu cầu của các thành viên một cách bình đẳng với nhau và cho thấy các yếu tố văn hóa dùng để duy trì sự thống trị của nhóm người này đối với nhóm người khác. Một hậu quả của sự bất bình đẳng này là hệ thống văn hóa tạo ra tác động thúc đẩy sự thay đổi. Hạn chế của mô hình mâu thuẫn xã hội là nhấn mạnh đến sự chia rẽ văn hóa, ít chú ý đến các biện pháp trong đó mô hình văn hóa hợp nhất mọi thành viên trong xã hội. Điều này cho thấy tầm quan trọng của việc áp dụng cả hai mô hình mâu thuẫn xã hội và cấu trúc chức năng để hiểu biết văn hóa đầy đủ hơn [29].

Ngoài ra còn có hai mô hình lý thuyết khác được sử dụng để phân tích văn hóa trong đó nhấn mạnh văn hóa được hình thành trong thế giới tự nhiên vì thế được gọi là phân tích văn hóa theo chủ nghĩa tự nhiên:
- Mô hình sinh thái học văn hóa: mô hình này tìm hiểu mối tương quan giữa văn hóa và môi trường tự nhiên, một bổ sung cho cái mà mô hình mâu thuẫn xã hội cũng như cấu trúc chức năng ít coi trọng. Nó đưa ra các liên kết giữa những mẫu văn hóa với giới hạn mà con người gặp phải trong môi trường tự nhiên ví dụ như đặc điểm khí hậu, tính khả dụng của nước, lương thực và các tài nguyên thiên nhiên khác. Tuy vậy mô hình có hạn chế ở chỗ môi trường tự nhiên hiếm khi định hình các mẫu văn hóa một cách trực tiếp mà văn hóa và tự nhiên tương tác với nhau. Mặt khác, các yếu tố văn hóa liên kết với tự nhiên một cách rất không đồng đều về mức độ.
- Mô hình sinh vật xã hội học: là mô hình lý thuyết tìm cách giải thích các mẫu văn hóa như là kết quả của các nguyên nhân sinh học. Mô hình này được phát triển trên cơ sở thuyết tiến hóa của Charles Darwin áp dụng cho loài người. Mặc dù mô hình này có thể cung cấp những hiểu biết sâu sắc về cội nguồn sinh học của một số mẫu văn hóa, nhất là tính phổ biến văn hóa nhưng nó hiện nay nó đang bị hoài nghi và gây ra nhiều tranh cãi. Trong lịch sử, thực tế sinh học đã bị lạm dụng để biện minh cho việc một chủng tộc nào đó phải được đặt ở vị trí cao hơn trong xã hội như Đức Quốc xã đã làm. Chính vì thế mô hình sinh vật học xã hội bị hoài nghi sẽ dẫn đến việc thực hiện điều tương tự. Ngoài ra mô hình này cũng dễ dẫn đến những thành kiến về giới tính mặc dù thành kiến về giới tính không chỉ dựa trên sự khác nhau sinh học giữa nam và nữ mà đúng hơn là dựa trên sự khẳng định rằng nam dù sao đi nữa cũng tốt hơn hay có giá trị hơn nữ.

## Danh ngôn về văn hóa
- Không văn hóa nào có thể tồn tại nếu nó tìm cách trở nên độc tôn - Mahatma Gandhi.
- Tôi không muốn ngôi nhà của mình bị vây kín giữa những bức tường và những khung cửa sổ luôn luôn bịt chặt, tôi muốn văn hóa của mọi miền đất tự do thổi vào ngôi nhà đó. Nhưng tôi sẽ không bị cuốn đi bởi bất cứ ngọn gió nào - Mahatma Gandhi.
- Văn hóa là sự mở mang trí óc và tâm hồn - Jawaharlal Nehru.
- Văn hóa là tất cả các hình thái của nghệ thuật, tình yêu và suy nghĩ, những thứ mà trong sự tồi tệ cũng như trải qua bao nhiêu thế kỷ đã khiến cho con người trở nên ít bị nô dịch hơn - Andre Malraux.
- Văn hóa là tiếng khóc của con người khi đối mặt với số phận - Albert Camus.
- Văn hóa là cái gì còn lại khi tất cả những cái khác bị quên đi, là cái vẫn thiếu khi người ta đã học tất cả - Edouard Herriot.
- Văn hóa là sự tổng hợp của mọi phương thức sinh hoạt cùng với biểu hiện của nó mà loài người đã sản sinh ra nhằm thích ứng những nhu cầu của đời sống và đòi hỏi sinh tồn - Hồ Chí Minh[30].